# Indore (Staat)
Indore (auch Fürstentum Holkar, Hindi इन्दौर रियासत Indaur riyāsat) war einer der Fürstenstaaten der Marathen in Zentralindien, die der Peshwa von Pune 1724 dem Reich des Großmoguls von Delhi entriss. Der Reitergeneral Malharrao Holkar wurde 1734 mit Maheshwar und Indore belehnt und begründete die Holkar-Dynastie. Nach der Niederlage des Peshwa in der Schlacht von Panipat 1761 zerfiel das Marathenreich und die Generale gründeten faktisch unabhängige Fürstenstaaten. 1767–1795 regierte die Schwiegertochter des Staatsgründers, Ahalya Bai (Rajmata Ahalya Devi Holkar). Die Maharani wurde von einem zeitgenössischen britischen Diplomaten als „vorbildlichste Herrscherin, die jemals lebte“ beschrieben. Sie war eine Art zentralindische Königin Victoria, die abgesehen von der Errichtung der modernen Stadt Indore in ihrem gesamten Herrschaftsgebiet Paläste, Tempel, Dharamshalas (Pilgerherbergen) und wohltätige Einrichtungen errichten ließ. Nach ihrem Tod im Jahre 1795 zerrten ihre vier Enkel das Reich in einen blutigen Bürgerkrieg.
Es folgten mehrere Scharmützel mit den Marathen und der East India Company, die zum Vertrag vom 6. Januar 1818 führten, welcher der Dynastie ein kleines, jedoch reiches Dominion unter britischem Schutz sicherte. Indore wurde am 3. November 1818 zu dessen Hauptstadt erklärt. Der Fürstenstaat blieb bis 1947 britisches Protektorat (siehe Geschichte Indiens). Der Maharaja Shivajirao Tukojirao Holkar (1886–1903) nahm den Titel Maharajadhiraj an. Yashwantrao Holkar II. Bahadur (1926–1956) kommandierte im Zweiten Weltkrieg die Indore-Truppen im Irak und wurde von den Briten zum Feldmarschall ehrenhalber ernannt.
Indore hatte 1941 eine Fläche von 25.645 km² und 1,5 Millionen Einwohner. Der Holkar-Staat vollzog am 15. Juni 1948 den Anschluss an Indien und trat am 16. Juni der Fürstenunion Madhya Bharat bei. Am 1. November 1956 wurden alle Fürstenstaaten der Union aufgelöst und dem Bundesstaat Madhya Pradesh einverleibt.
Indore hatte 1886–1950 eine eigene Staatspost und ab 1885 eigene Briefmarken.

## Diamant
Für Mitte Mai 2025 in Genf kündigt das Auktionshaus Christie’s die Versteigerung eines blauen, tropfenförmig facettiert geschliffenen, 23-karätigen Diamanten aus Golkonda, Indien an, der "einst im Besitz des Maharadschas von Indore" war. Sein Wert wird auf 30–44 Mio. Euro geschätzt.

## Weitere Fürstenstaaten
siehe Liste indischer Fürstenstaaten